# 몽골의 주

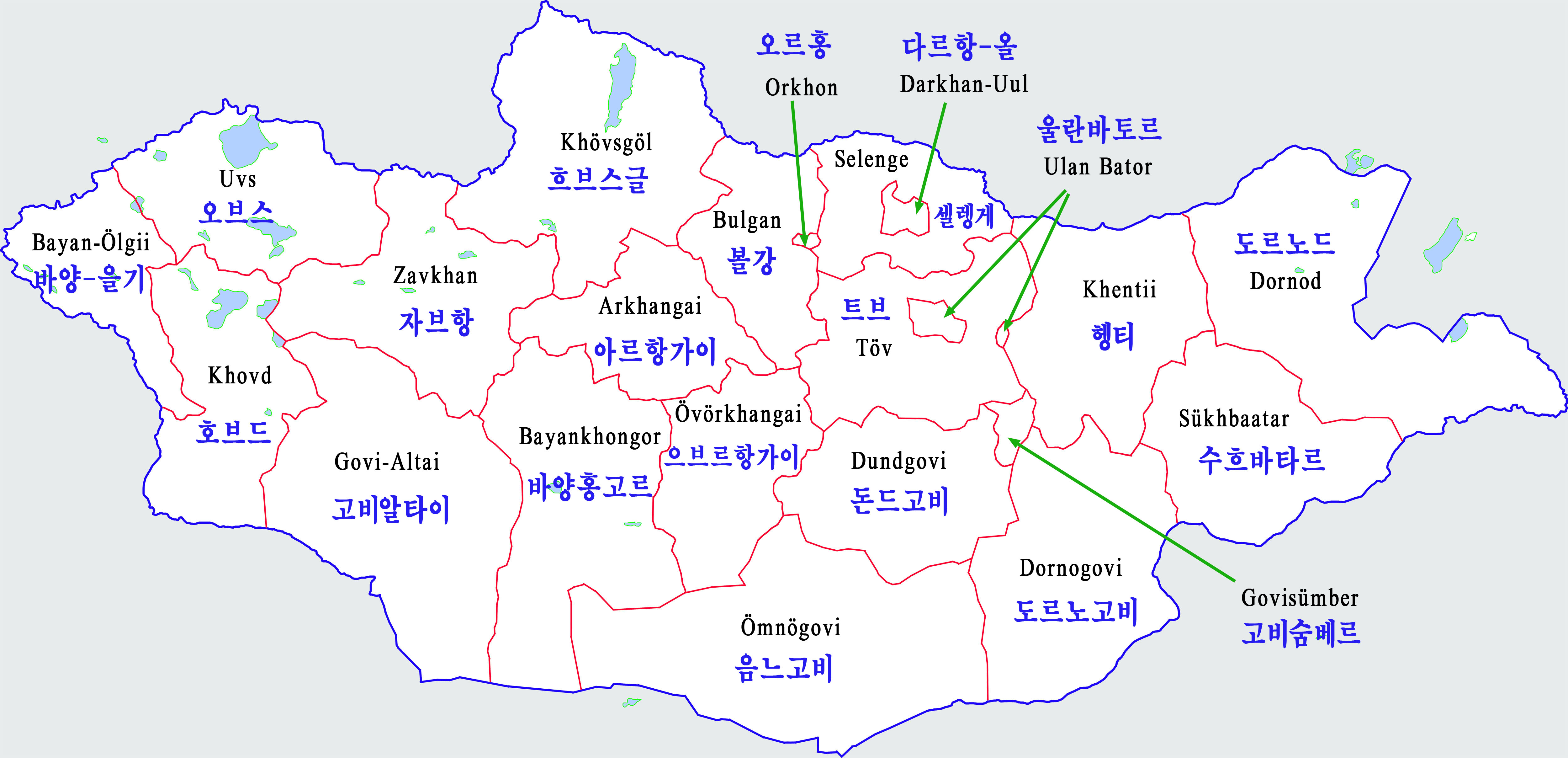
몽골의 행정 구역

몽골의 주는 21개의 주(몽골어: аймаг, aimag, 아이막)로 구성되어 있으며 이들 주는 329개의 군(몽골어: сум, sum, 솜)으로 나뉜다. 수도인 울란바토르는 따로 분리되어 있으며 주와 동등한 지위를 가진다.
- 아르항가이 주 (Архангай, 주도 체체를렉)
- 바양울기 주 (Баян-Өлгий, 주도 울기)
- 바양헝거르 주 (Баянхонгор, 주도 바잉헝거르)
- 볼강 주 (Булган, 주도 볼강)
- 다르항올 주 (Дархан-Уул, 주도 다르항)
- 더르너드 주 (Дорнод, 주도 처이발상)
- 더르너고비 주 (Дорноговь, 주도 사인샨드)
- 돈드고비 주 (Дундговь, 주도 만달고비)
- 고비알타이 주 (Говь-Алтай, 주도 알타이)
- 고비숨베르 주 (Говь-Сүмбэр, 주도 처이르)
- 헹티 주 (Хэнтий, 주도 은드르항)
- 허브드 주 (Ховд, 주도 허브드)
- 후브스굴 주 (Хөвсгөл, 주도 무룽)
- 우므느고비 주 (Өмнөговь, 주도 달란자드가드)
- 오르홍 주 (Орхон, 주도 에르데네트)
- 우부르항가이 주 (Өвөрхангай, 주도 아르바이헤르)
- 셀렝게 주 (Сэлэнгэ, 주도 수흐바타르)
- 수흐바타르 주 (Сүхбаатар, 주도 바론오르트)
- 투브 주 (Төв, 주도 존모드)
- 오브스 주 (Увс, 주도 올란곰)
- 자브항 주 (Завхан, 주도 올리아스타이)